# Pelophylax kl. hispanicus
Pelophylax kl. hispanicus là một loài lai tạp thuộc họ ếch thực thụ Ranidae. Loài ếch này là kết quả lai giữa P. bergeri và P. ridibundus hoặc P. kl.  esculentus cũng là loài lai.
Đây là loài đặc hữu của Ý; mặc dù phần tên định danh hispanicus (tiếng Latinh nghĩa là "Tây Ban Nha"), chúng không có ở Tây Ban Nha). Môi trường sống tự nhiên của chúng là sông ngòi, sông có nước theo mùa, đầm nước, hồ nước ngọt, hồ nước ngọt có nước theo mùa, đầm nước ngọt, và đầm nước ngọt có nước theo mùa. Nó không được IUCN xem là loài bị đe dọa.